# پاتریسیوس (کنسول در ۵۰۰)
فلاویوس پاتریسیوس ( یونانی: Πατρίκιος   ، درگذشت پس از ۵۱۹) یک ژنرال و دولتمرد برجسته روم شرقی ( بیزانسی ) در دوران سلطنت امپراتور بیزانس آناستاسیوس اول (ح. ۴۹۱–۵۱۸) بود.

## زندگینامه

### خاستگاه و اوایل حرفه
فلاویوس پاتریسیوس در فریگیه به دنیا آمد، اما در غیر این هیچ چیز از زندگی اولیه او شناخته شده نیست. او که در سال ۵۰۰ به همراه برادرزاده آناستاسیوس هیپاتیوس به کنسولگری ارتقا یافت که در آن زمان سالخورده به حساب می‌آمد. در همان سال، او به عنوان مجیستیر میلیتوم منصوب شد، این سمت را تا زمان مرگ آناستازیوس در ژوئیه ۵۱۸ حفظ کرد. اسقف و مورخ زاخاریس رتور به طور مشخص او را«صادق و قابل اعتماد، اما با هوشی پایین» می‌نامد. 

### لشکرکشی علیه ایران
در سال ۵۰۲ جنگ آناستازی با ایران ساسانی آغاز شد. بنابراین در سال ۵۰۳ پاتریسیوس همراه با هیپاتیوس و آرئوبیندوس داگالایفوس آرئوبیندوس به شرق فرستاده شد تا علیه ایرانیان لشکرکشی کند. او به استان ایرانی ارزانن حمله کرد، قلعه‌های مختلف را غارت کرد و اسیران گرفت، قبل از بازگشت به نیروهای هیپاتیوس.  در حالی که آرئوبیندوس برای مراقبت از پایگاه ایرانیان نصیبین و ارتش شاه قباد یکم (حک ۴۸۸–۵۳۱) از قلعه دارا ، پاتریسیوس و هیپاتیوس با نیروی اصلی ۴۰۰۰۰ نفر (ارتش عظیمی برای آن زمان) دقیق بود. ، مأموریت یافتند تا آمد را بازپس گیرند.  اگرچه محاصره آمد بی‌ثمر بود، آنها با هم در درگیری با برخی از هون‌های هپتالی پیروز شدند. با این حال، موفقیت آنها باعث بی توجهی آنها شد و به آنها اجازه داد که توسط ارتش اصلی ایران تحت کنترل قباد غافلگیر شوند. آنها شکست خورده از فرات تا ساموساتا عقب‌نشینی کردند. پس از این اتفاق، هیپاتیوس فراخوانده شد، اما پاتریسیوس ادامه داد.  
در اوایل سال ۵۰۴، پاتریسیوس با موفقیت یک کاروان تدارکاتی را برای پادگان آمیدا رهگیری کرد. سپس نیروهای ایرانی را شکست داد و فرماندهان آنها را به اسارت گرفت و محاصره شهر را از سر گرفت.  او محاصره را به شدت دنبال کرد و بخشی از دیوارهای بیرونی شهر را با تضعیف آنها ویران کرد و فرمانده پادگان گلونز را به کمین انداخت و کشت. با این حال، او نتوانست شهر را تا پایان جنگ تصرف کند. در آن هنگام، دیه شهر را ترتیب داد. 

### درگیر شدن در جنگ داخلی
پاتریسیوس در قسطنطنیه درگیر مناقشات الهیاتی شد که بسیاری از دوران سلطنت آناستازیوس را دچار مشکل کرد.  در طول شورش ویتالیان ، پاتریسیوس توسط آناستازیوس به عنوان سفیر مورد استفاده قرار گرفت، زیرا او هم ویتالیان و هم پدرش را می‌شناخت و در گذشته شغل اولی را ارتقا داده بود. با این وجود، به دلیل این دوستی، در حمله سوم ویتالیان به قسطنطنیه در سال ۵۱۵، ظاهراً به این دلیل که می ترسید در صورت شکست متهم به خیانت شود، از حمله به ارتش ویتالیان خودداری کرد. 

### نامزدی شاهنشاهی
در سال ۵۱۸ در هنگام مرگ آناستاسیوس، پاتریسیوس به عنوان یکی از نامزدهای جانشینی او توسط مردان اسکوائی پالاتینائی مطرح شد. با این حال، کاندیداتوری او توسط محافظان امپراتوری، که سعی در حمله به او داشتند، پذیرفته نشد. جان او با مداخله جوستینیان ، برادرزاده فرمانده و امپراتور نهایی، ژوستین یکم (ح. ۵۱۸–۵۲۷) نجات یافت. 

### پایان کار
آخرین اشاره به پاتریسیوس در نوامبر ۵۱۹ رخ می‌دهد، زمانی که او در ادسا بود، جایی که او را برای متقاعد کردن اسقف آن به پذیرش آموزه‌های کلسدونی یا کناره‌گیری داوطلبانه از سلطنت فرستادند. با امتناع او، پاتریسیوس او را به زور خلع و تبعید کرد. 